# Nathan Wilmot
Nathan James Wilmot (Sídney, 13 de diciembre de 1979) es un deportista australiano que compitió en vela en la clase 470.
Participó en dos Juegos Olímpicos de Verano, en los años 2004 y 2008, obteniendo una medalla de oro en Pekín 2008, en la clase 470 (junto con Malcolm Page). Ganó seis medallas en el Campeonato Mundial de 470 entre los años 2001 y 2007.
En 2009 fue condecorado con la Medalla de la Orden de Australia (OAM).

## Palmarés internacional
| \| Juegos Olímpicos \| Juegos Olímpicos \| Juegos Olímpicos \| Juegos Olímpicos \| \| Año \| Lugar \| Medalla \| Clase \| \| ------------------ \| ------------------------------ \| ----------------- \| ---------------- \| \| 2008 \| Pekín (China) \| Medalla de oro \| 470 \| \| Campeonato Mundial \| \| \| \| \| Año \| Lugar \| Medalla \| Clase \| \| 2001 \| Koper (Eslovenia) \| Medalla de bronce \| 470 \| \| 2003 \| Cádiz (España) \| Medalla de plata \| 470 \| \| 2004 \| Zadar (Croacia) \| Medalla de oro \| 470 \| \| 2005 \| San Francisco (Estados Unidos) \| Medalla de oro \| 470 \| \| 2006 \| Rizhao (China) \| Medalla de plata \| 470 \| \| 2007 \| Cascaes (Portugal) \| Medalla de oro \| 470 \| |                                |                   |       |
| Juegos Olímpicos |                                |                   |       |
| Año | Lugar                          | Medalla           | Clase |
| 2008 | Pekín (China)                  | Medalla de oro    | 470   |
| Campeonato Mundial |                                |                   |       |
| Año | Lugar                          | Medalla           | Clase |
| 2001 | Koper (Eslovenia)              | Medalla de bronce | 470   |
| 2003 | Cádiz (España)                 | Medalla de plata  | 470   |
| 2004 | Zadar (Croacia)                | Medalla de oro    | 470   |
| 2005 | San Francisco (Estados Unidos) | Medalla de oro    | 470   |
| 2006 | Rizhao (China)                 | Medalla de plata  | 470   |
| 2007 | Cascaes (Portugal)             | Medalla de oro    | 470   |